# 西郊水库
西郊水库是中国陕西省延安市吴起县境内的一座水库，位于石拐子河上，建于1971年。水库正常库容为980万立方米，集雨面积为67平方千米，海拔为0米。